# Pulau Berbunot
Pulau Berbunot (auch Pulo Burbunut) ist eine kleine Insel im Mündungsbereich des Brunei-Flusses in Brunei.

## Geographie
Die Insel ist Teil der Seria Anticline und ist ein Ausläufer der Anhöhe, die sich von Südwesten nach Nordosten in die Brunei Bay hineinzieht. Diese Formation zieht sich weiter als Mangrovenbestandene Sandbänke nach Süden zum Gebiet von Limbang, Malaysia, hin.
Pulau Baru-Baru selbst erhebt sich nur wenige Meter über den Wasserspiegel. Sie hat einen knochenförmigen Grundriss, ist heute dicht bewaldet und unbewohnt. Sie wird gelegentlich vom Militär zu Trainingszwecken benutzt.
Südlich der Insel liegen die beiden winzigen Eilande Pulau Silipan und Pulau Silamak.